# 미국 사회민주당
미국 사회민주당(美國 社會民主黨, 영어: The Social Democratic Party of America (SDP))은 미국의 민주사회주의 정당이다. 1898년 6월 11일 창당되었고 1901년 7월 28일에 미국 사회당(영어: The Socialist Party of America)에 흡수되었다.